# 다이마정
다이마정(當麻町)은 나라현 북서부에 위치했던 정이다. 2004년 10월 1일 이웃한 기타카쓰조 군 신조 정과 합병해 가쓰라기시가 되었다.

## 지리
나라 현의 서북부 니가미 산기슭에 위치하고 오사카 부와 현 경계를 접한다.

## 역사
- 1889년 4월 1일 - 정촌제 시행과 함께 6개 촌의 구역을 확대해 다이마촌이 성립하였다.
- 1896년 3월 29일 - 소속군이 기타카쓰라기군이 되었다.
- 1956년 4월 1일 - 이와키촌과 합병해 새로운 다이마촌이 되었다.
- 1956년 4월 1일 - 정으로 승격해 다이마정이 되었다.
- 2004년 10월 1일 - 신조정과 합병해 가쓰라기시가 성립하였다. 동일 다이마정은 폐지되었다.

## 교통

### 철도
- 긴키 닛폰 철도
  - 미나미오사카 선